# Luise Werckmeister

Luise Werckmeister (1910). Foto: Becker und Maass

Luise Werckmeister (* 29. Juli 1882 in Berlin als Luise Auguste Hubert; † 28. März 1942 ebenda) war eine deutsche Schauspielerin.

## Leben und Wirken
Luise Werckmeister stand seit etwa der Jahrhundertwende auf der Bühne und gehörte bereits vor dem Ersten Weltkrieg dem Ensemble von Max Reinhardts Deutschem Theater in Berlin an. In späteren Jahren sind fast keine Festengagements mehr feststellbar. Während des Ersten Weltkriegs gewann der Film mehr und mehr an Bedeutung in ihrer künstlerischen Karriere, und sie spielte eine Reihe von Nebenrollen in zumeist minder wichtigen Produktionen. Nach nur drei Tonfilmen beendete Luise Werckmeister ihre Tätigkeit vor der Kamera.
Sie war in erster Ehe von 1901 bis zur Scheidung 1922 mit dem Regisseur Hans Werckmeister verheiratet. Deren Tochter war die Schauspielerin Vicky Werckmeister.

## Filmografie (komplett)
- 1912: Krone und Fessel
- 1917: Wie  Bubi Detektiv wurde
- 1918: Die Mausefalle
- 1918: Ein Blitzmädel
- 1918: Bräutigam auf Aktien
- 1919: Kitty
- 1919: Die graue Frau von Alencon
- 1920: Das Medaillon der Lady Sington
- 1923: Liebe und Ehe
- 1926: Menschen untereinander
- 1927: Der Feldmarschall
- 1927: Steh ich in finst‘rer Mitternacht
- 1930: Die lustige Musikanten
- 1932: Peter Voß, der Millionendieb
- 1936: Das Mädel vom Ballett